# Le Canonnier

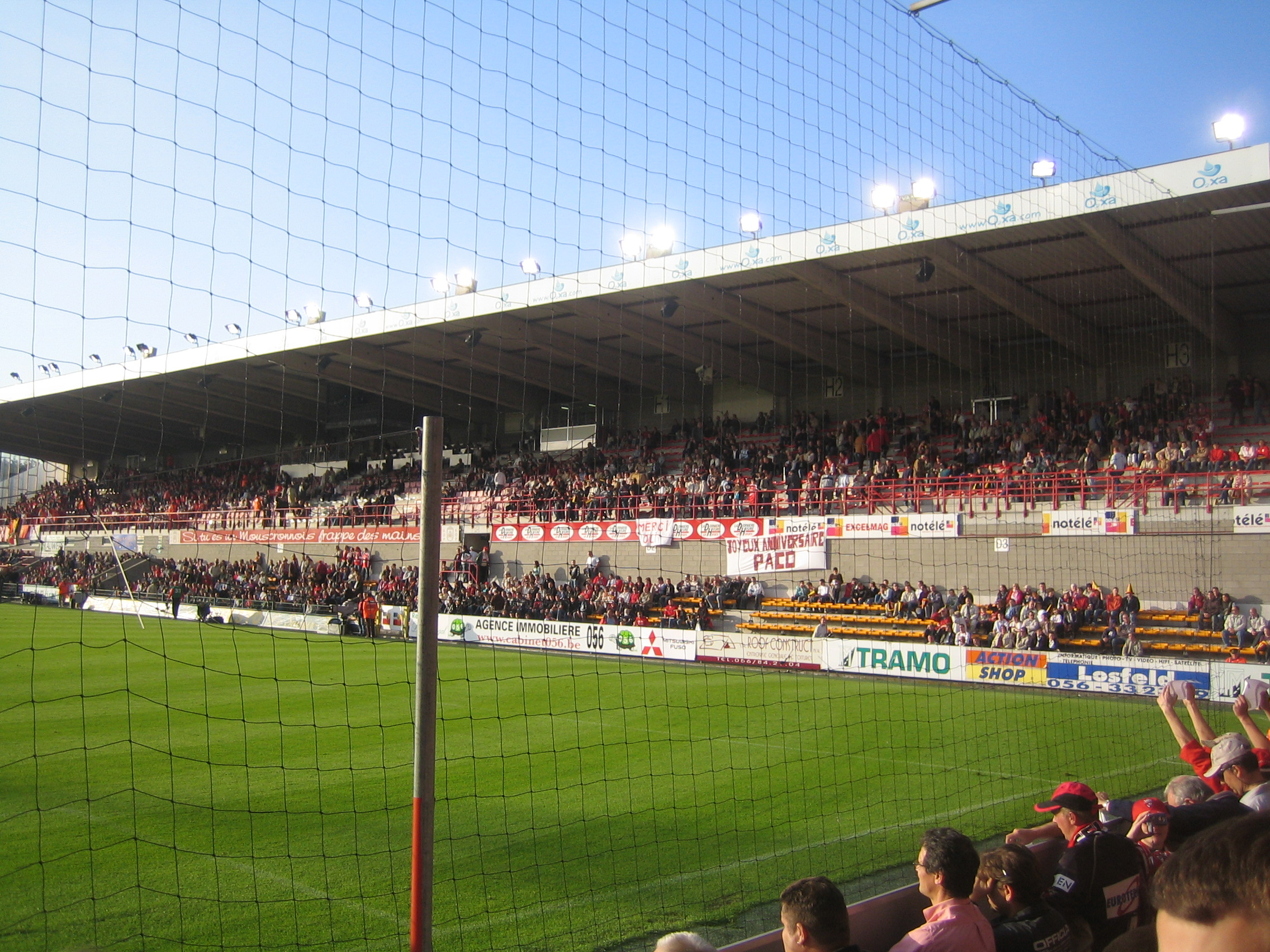
Tribune Est, inaugurée en 1991

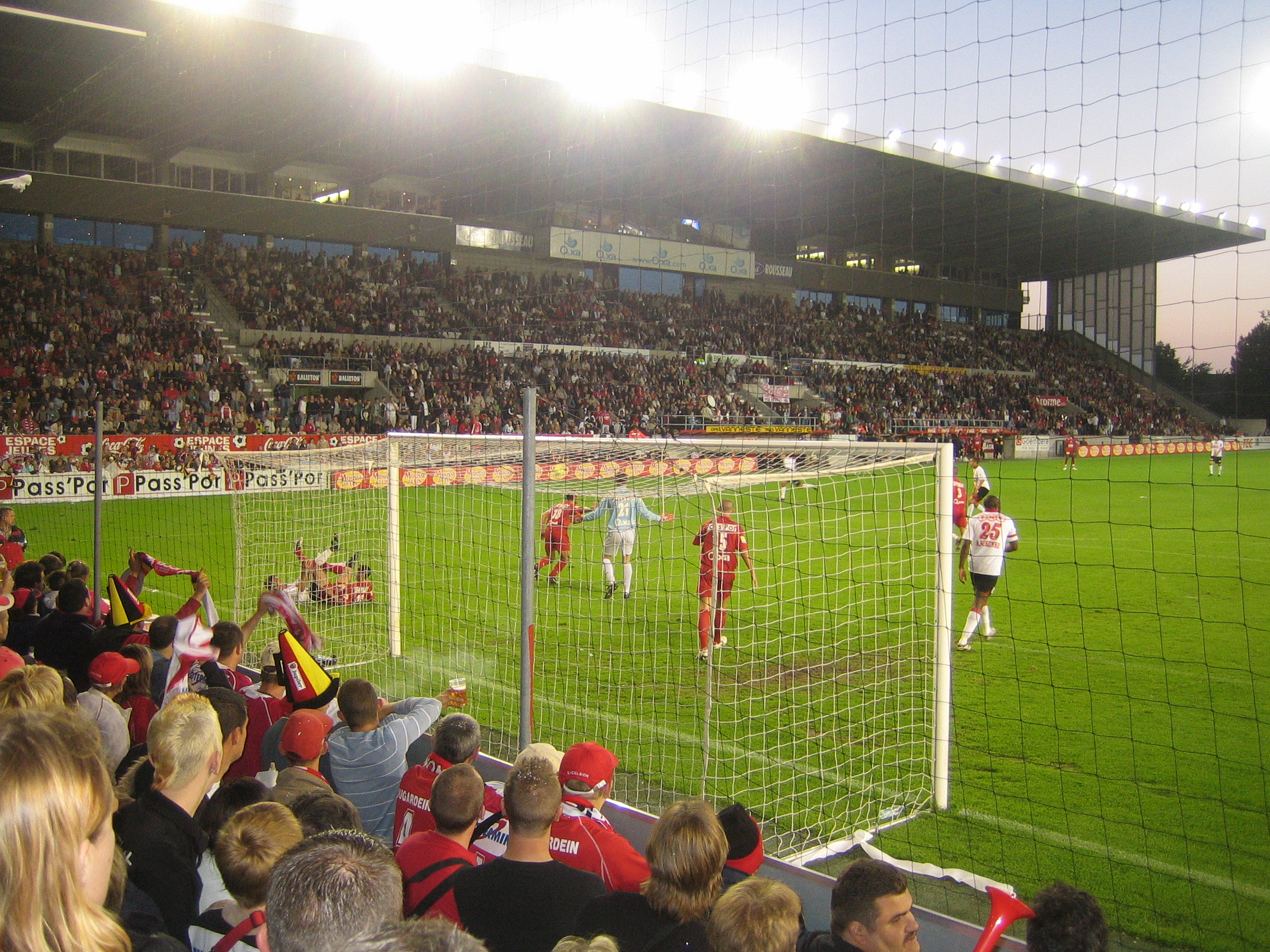
Tribune Ouest, vue depuis la tribune Sud

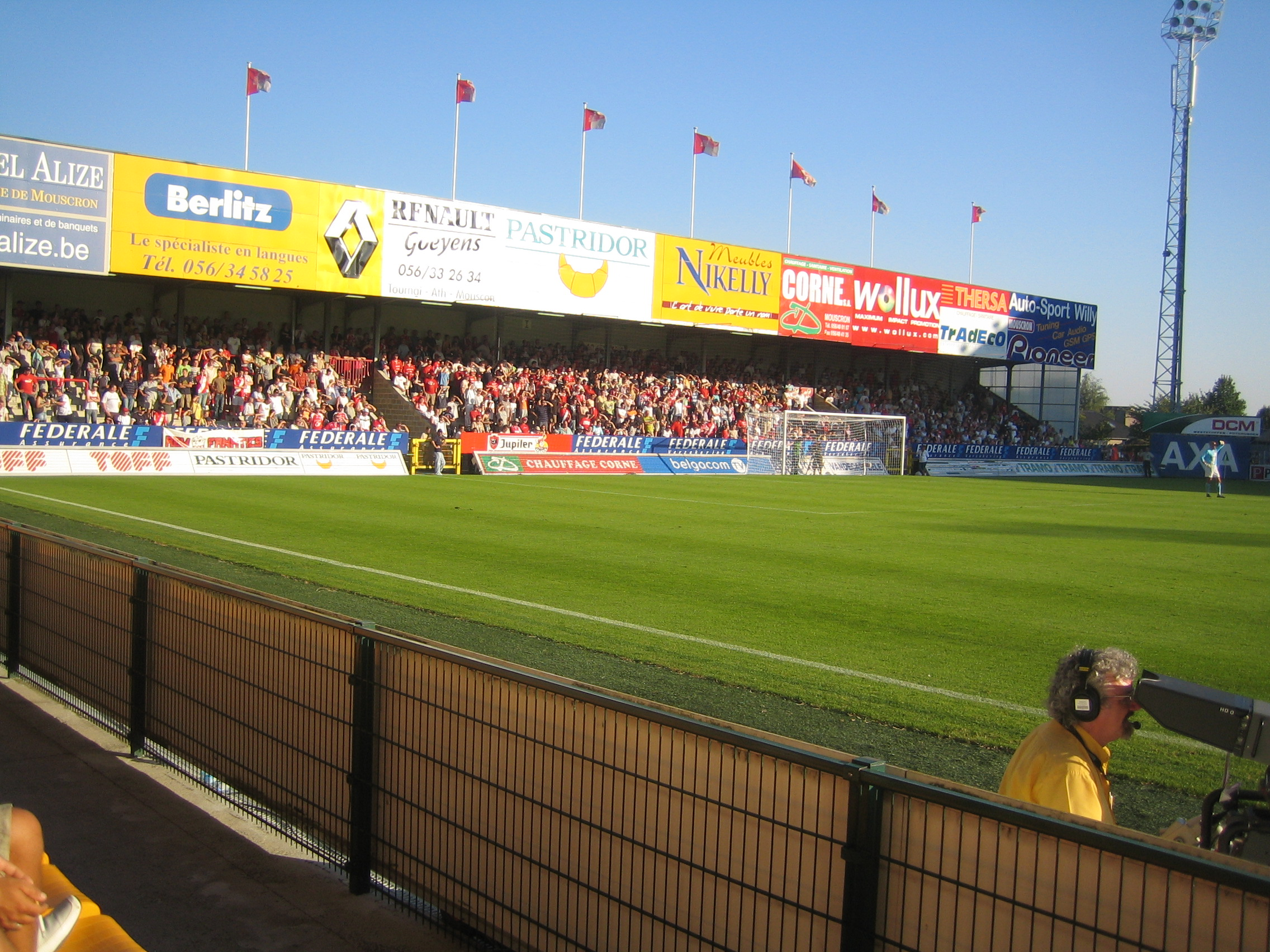
La tribune Sud, qui accueille les Hurlus Red Fans

Le Canonnier est le stade du Royal Excel Mouscron, un club de football de division 1 basé à Mouscron, qui y a déménagé après la radiation du Royal Excelsior Mouscron, précédent occupant du stade.

## Capacité
Le stade a une capacité de 10 830 places, divisé en:
- 1 080 places Business
- 2 244 places Assises +
- 3 284 places Assises -
- 2 200 places Debout
- 350 places Jeunes (Espace Jeunes)
- 50 places Handicapés
- 272 places Assises visiteurs
- 1 350 places Debout visiteurs

## Origine du nom
L'origine du nom "Canonnier" n'est pas claire, selon certains, il viendrait de la Première Guerre mondiale durant laquelle une pièce d'artillerie bombardait copieusement l'ennemi depuis le site du stade actuel. Selon d'autres, le nom du stade proviendrait de l'expression " boire un canon" , expression usitée en France, distante de seulement quelques kilomètres. Cependant, l'acceptation la plus vraisemblable prétend qu'un ancien artilleur fut le tenancier d'un café à cet endroit.

## Historique
C'est en 1930 que le Stade Mouscronnois, ancêtre du Royal Excel Mouscron, s'installe rue du stade, au Canonnier. Durant 2 années, le terrain ne dispose pas de tribune, et c'est grâce à une souscription, et aux généreux mécènes du "comité de la gare" qu'une tribune d'honneur sort de terre en 1932. L'inauguration du stade eut lieu de 21 aout 1932, l'Excel reçut pour l'occasion le Cercle Bruges KSV en match amical.
En 1942, la première buvette vit le jour au Canonnier, et en 1947, ce sont les premiers gradins couverts qui furent construits.
Le club jouant à l'époque en divisions inférieures, plus aucune modification à l'enceinte n'eut lieu avant les années 70. La mise en service du système d'éclairage en 1973, et la conception de vestiaires et de cafétérias sous les gradins en 1979 modernisèrent les installations.
Mais c'est principalement depuis l'accession du Royal Excelsior Mouscron en division 3 en 1990, que la direction et Jean-Pierre Detremmerie entamèrent une rénovation en profondeur.
Une nouvelle tribune est édifiée côté Est et dans la foulée, un nouvel éclairage est installé. Pour l'inauguration de ces infrastructures, c'est le Standard de Liège qui est convié en match amical le 21 octobre 1991.
Le 9 juin 1996, le club mouscronnois accède à la division une. Pour répondre aux exigences de la Jupiler League, des travaux sont à nouveau au programme. La tribune Nord destinée aux visiteurs est grillagée, la tribune Est est rallongée, et sous cette dernière des nouveaux vestiaires, une cafétéria, une salle de réception et l' "Excel-shop" sont aménagés.
Durant la saison 1997-1998, les Hurlus découvrent la Coupe UEFA. Le Canonnier reçoit le FC Metz pourvu d'une tribune Sud toute neuve. Située derrière le but, dans le bas du terrain, cette tribune abrite le groupe des Hurlus Red Fans. 
En 1999, c'est l'ancienne tribune, vieille de plus de 60 ans qui est démolie. C'est une nouvelle construction ultra-moderne qui est érigée à sa place. Des installations dignes du plus haut niveau y sont incorporées : salle de fitness, salle de musculation, piscine de revalidation; mais également pour les supporters: loges, business seats, et un espace jeunes de 350 places pour les moins de 12 ans. Plus inhabituel, une chapelle est installée sous les gradins.
L'office du tourisme de Mouscron propose dans le cadre des visites d'un jour, la visite du Canonnier.
Le site actuel est intra muros, situé dans un quartier résidentiel, et est difficilement accessible, ce qui cause de nombreux embouteillages les soirs de matchs. Le nombre de places de parking autour du stade est insuffisant, amenant des problèmes récurrents avec les riverains. De plus, les possibilités d'agrandissement du stade sont désormais extrêmement limitées.
À terme, les dirigeants mouscronnois projettent la construction d'un nouveau stade sur le site du Futurosport.
À la suite de la faillite du club du Royal Excelsior Mouscron en 2009, le Canonnier a dû attendre 2010 pour revoir certains supporteurs le rejoindre à nouveau grâce au tout nouveau club : Le Royal Mouscron Peruwelz. En seulement quatre ans, le club retrouve une place en Division 1. Depuis, le club a changé son nom pour devenir le Royal Excel Mouscron.
Le Royal Excel Mouscron fait également faillite le 31 mai 2022. Le stade se retrouve donc de nouveau sans locataire. Sur les cendres de l'Excel, un nouveau club nait, le Stade Mouscronnois SB/SG permettant au football mouscronnois de redémarrer une nouvelle aventure en P3A Hainaut qui cherche activement à en devenir locataire. Ces appels resteront lettres mortes et la Ville de Mouscron, via l'IEG, préfèrera jeter leur dévolu sur un club étranger à la commune évoluant en D1b avec un contrat de location offrant l'exclusivité du ste de la Vellerie pour 3 saisons : le KSMK Deinze. Le club Est-flandrien y envoie dans un premier temps son équipe U21 qui s'y entraine et y joue leurs matchs, car les déménagements d'équipe première sur terrain distant de plus de 30km du stade initial ne sont plus autorisés par l'URBSFA (35km séparant le point central du Canonnier avec le point central du stade de Deinze),. Le KMSK Deinze, ne pouvant y jouer, cherche à rentabiliser son investissement en proposant, via la société The Arena Group, d'ouvrir le Canonnier à diverses organisations d'événementiels avec, unique en Belgique, la possibilité de louer la pelouse. 